# Formation végétale
En botanique et en biogéographie, une formation végétale désigne une communauté d'espèces végétales, caractérisée par une certaine physionomie, et qui détermine un paysage caractéristique. Cette physionomie, on dit aussi, « végétation », qui permet de faire une description générale à une échelle assez étendue, dépend des espèces qui composent la formation végétale et du milieu qui les accueille. 
On distingue par exemple, la forêt, la mangrove, la steppe, la savane, la lande, la mégaphorbiaie, la cariçaie, etc.
On peut préciser, à l'intérieur de ces grandes catégories des formations végétales plus précises en tenant compte des conditions écologiques qui les caractérisent : on peut de la sorte distinguer différents types de forêts ou de landes.
Une classification internationale des formations végétales, établie en 1973 par la FAO en a ainsi distingué 225 types différents dans un classement cohérent.
Cette classification retient cinq classes de formations fondamentales :
- forêts fermées ;
- forêts claires ;
- buissons et fourrés ;
- sous-arbrisseaux et landes basses ;
- végétation herbacée.

Ces classes de base sont ensuite divisées chacune en sous-classes :
- sempervirentes ;
- décidues ;
- xéromorphiques, etc.

Dans chaque sous-classe on distingue ensuite des formations et des sous-formations. 
Cependant, avec les progrès réalisés dans les domaines de la chorologie et de la phytosociologie, cette notion tend à être abandonnée pour être remplacée par celle plus précise de groupement végétal, qui tient compte des espèces précises qui composent la communauté et de la manière dont elles se trouvent associées.